# Two Hearts Beat As One
Two Hearts Beat as One es la séptima canción y segundo sencillo del álbum de 1983 realizado por la banda de rock irlandesa U2, War, pero solo en Estados Unidos, el Reino Unido y Australia, ya que para el resto de Europa fue "Sunday Bloody Sunday", aunque ambos sencillos fueron realizados en Japón.
La canción fue interpretada por última vez en 1989 durante el Lovetown Tour, aunque no fue interpretada en el The Joshua Tree Tour. Desde ahí no ha vuelto a ser presentada en un concierto.

## Charts
| Chart (1983)                         | Peak position |
| ------------------------------------ | ------------- |
| UK Singles Chart                     | 18            |
| USA Billboard Mainstream Rock Tracks | 12            |

- Datos: Q2224408